# Han Suk-kyu
Han Suk-kyu hay Han Seok-gyu (ngày 3 tháng 11 năm 1964) là một diễn viên ở Hàn Quốc. Những tác phẩm đáng chú ý của Han Suk-kyu gồm Anh Hùng Xông Trận (1997), Giáng sinh tháng Tám (1998), Chiến dịch Shiri (1999), Bằng chứng ngoại tình (2004), The President's Last Bang (2005).

## Đời tư và sự nghiệp
Sự nghiệp
Trong thời gian Han Suk-kyu còn là sinh viên của Đại học Dongguk, anh là ca sĩ hát cho một ban nhạc rock dân gian nghiệp dư. Sau đó, anh đã được ký hợp đồng ngắn hạn làm diễn viên lồng tiếng cho đài KBS. Anh nhanh chóng trở thành một diễn viên khi tham gia vào bộ phim Our paradise vào năm 1990 của đài MBC, đến năm 1994 sau khi bộ phim The Moon of Seoul được khởi chiếu anh trở thành ngôi sao điện ảnh ăn khách nhất trong những năm 90.
Những năm cuối 90, anh tham gia vào đóng nhiều bộ phim khác trong đó có bộ phim "Anh hùng xông trận", "No.3" và bộ phim "Che giấu sự thật", "Giáng sinh tháng Tám", "Chiến dịch Shiri" đã được giới phê bình ca ngợi và đặc biệt thành công tại Nhật Bản.
Mặc dù từ đầu những năm 2000, Han Suk-kyu tham gia vào đóng rất nhiều bộ phim, tuy nhiên nó không được thành công cho lắm.
Năm 2011, Han Suk-kyu trở lại thành công với vai diễn trong bộ phim cổ trang "Cuộc chiến hoàng cung", nơi diễn xuất của Vua Sejong đã mang về cho Han Suk-kyu giải thưởng Daesang tại lễ trao giải SBS Drama Award 2011 và cùng năm đó anh được bình chọn là một trong 10 ngôi sao yêu thích của năm.
Năm 2013, Han Suk-kyu đóng vai chính trong bộ phim hành động kinh dị "Hồ sơ Berlin", vào vai một đặc vụ Hàn Quốc. Sau đó, anh đóng vai chính trong bộ phim âm nhạc "Học trò xã hội đen", vào vai là một giáo viên âm nhạc tại một trường trung học nghệ thuật ở thành phố nhỏ Gimcheon.
Sau đó Han Suk-kyu trở lại màn ảnh nhỏ trong bộ phim cổ trang "Cánh cửa bí mật", đóng vai vua Yeongjo. Tiếp theo là bộ phim "Thợ may Hoàng gia", kể về cuộc ganh đua giữa hai thợ may tại Sanguiwon. Tuy nhiên, cả hai dự án đều ít thành công.
Năm  2016 là một năm thành công đối với Han Suk-kyu khi anh tham gia vào diễn xuất trong bộ phim với chủ đề y tế  "Người thầy y đức" được viết bởi nhà biên kịch nổi tiếng Kang Eun-kyung. Bộ phim thu hút hơn 20% tỷ suất người xem và Han Suk-kyu nhận được đánh giá tích cực cho màn trình diễn của mình và anh cũng xuất sắc nằm trong top 10 ngôi sao của Hàn Quốc và giành giải Grand Prize của năm tại lễ trao giải SBS Drama Award 2016.
Năm 2019, Han Suk-kyu đóng vai chính trong bộ phim kinh dị "Người giám sát"của OCN với vai trò thám tử.
Năm 2020, Han Suk-kyu đã thể hiện lại vai trò của thầy Kim trong "Người thầy y đức 2".
Đời tư
Han Suk-kyu kết hôn với diễn viên lồng tiếng Im Myeong-ju vào năm 1998 và sau đó cả hai có với nhau 4 người con (2 trai, 2 gái).

## Phim đã tham gia

### Phim truyền hình
| Năm       | Tên phim bằng tiếng Việt | Tên phim bằng tiếng Anh    | Tên phim bằng tiếng Hàn | Vai diễn                |
| --------- | ------------------------ | -------------------------- | ----------------------- | ----------------------- |
| 1990      |                          | Daewongun                  | 대원군                  |                         |
| 1990      |                          | Our Paradise               | 우리들의 천국           | Hyun Chul               |
| 1991      |                          | Eyes of Dawn               | 여명의 눈동자           | Young Man from Seobuk   |
| 1992-1993 |                          | Sons and Daughters         | 아들과 딸               | Suk Ho                  |
| 1993      |                          | Pilot                      | 파일럿                  | Park Sang-hyun          |
| 1994      |                          | The Moon of Seoul          | 서울의 달               | Hong Shik               |
| 1994      | Challenge                |                            |                         |                         |
| 1994      | Kareisky                 |                            |                         |                         |
|           |                          |                            | 그들만의 방             |                         |
| 1995      |                          | Hotel                      | 호텔                    | Im Hyung-bin            |
| 1997      | Ba nam ba nữ             | Three Guys and Three Girls | 남자 셋 여자 셋         |                         |
| 2011      | Mối thù sâu nặng         | Deep Rooted Tree           | 뿌리깊은 나무           | Lee Do / Vua Sejong     |
| 2014      | Cánh cửa bí mật          | Secret Door                | 비밀의 문               | King Yeongjo            |
| 2016      | Người thầy y đức         | Dr. Romantic               | 낭만닥터 김사부         | Thầy Kim / Boo Yong-joo |
| 2019      | Người giám sát           | Watcher                    | 왓쳐                    | Do Chi-kwang            |
| 2020      | Người thầy y đức 2       | Dr. Romantic 2             | 낭만닥터 김사부 2       | Thầy Kim / Boo Yong-joo |

### Phim điện ảnh
| Năm  | Tên phim bằng tiếng Việt | Tên phim bằng tiếng Anh            | Tên phim bằng tiếng Hàn   | Vai diễn              |
| ---- | ------------------------ | ---------------------------------- | ------------------------- | --------------------- |
| 1995 |                          | Mom, the Star, and the Sea Anemone | 말미잘                    |                       |
| 1995 |                          | Doctor Bong                        | 닥터 봉                   |                       |
| 1996 |                          | The Ginkgo Bed                     | 은행나무 침대             | Soo-hyeon             |
| 1997 | Anh hùng xông trận       | Green Fish                         | 초록물고기                | Mak-dong              |
| 1997 |                          | No. 3                              | 넘버 3                    | Tae-ju                |
| 1997 | Che giấu sự thật         | The Contact                        | 접속                      | Dong-hyeon            |
| 1998 | Giáng sinh tháng Tám     | Christmas in August                | 월의 크리스마스           | Jung-won              |
| 1999 | Chiến dịch Shiri         | Shiri                              | 쉬리                      | Yu Jong-won           |
| 1999 |                          | Tell Me Something                  | 텔 미 썸딩                | Thám tử Jo            |
| 2003 | Gián điệp 2              | Double Agent                       | 이중간첩                  | Rim Byeong-ho         |
| 2003 |                          | Salt Doll                          | 소금인형                  |                       |
| 2004 |                          | The Scarlet Letter                 |                           | Lee Ki-hoon           |
| 2005 |                          | The President's Last Bang          | 그때 그사람들             | Đặc vụ trưởng KCIA Ju |
| 2005 |                          | Mr. Housewife (Quiz King)          | 미스터 주부 퀴즈왕        |                       |
| 2006 | Điều cấm kị              | Forbidden Quest                    | 음란서생                  | Yoon-seo              |
| 2006 | Ban nhạc đẫm máu         | A Bloody Aria                      | 구타유발자들              | Moon-jae              |
| 2006 |                          | Solace                             | 사랑할 때 이야기하는 것들 | Shim In-ku            |
| 2008 |                          | Eye for an Eye                     | 눈에는 눈 이에는 이       | Baek Seong-chan       |
| 2009 | Đêm trắng                | Into the White Night White Night   | 백야행                    | Han Dong-soo          |
| 2010 | Bà goá và tên trộm       | Villain and Widow                  | 이층의 악당               | Chang-in              |
| 2013 | Hồ sơ Berlin             | The Berlin File                    | 베를린                    | Jeong Jin-soo         |
| 2013 | Học trò xã hội đen       | My Paparotti                       | 파파로티                  | Sang-jin              |
| 2014 | Thợ may Hoàng gia        | The Royal Tailor                   | 상의원                    | Dol-seok              |
| 2017 | Ngục tù                  | The Prison                         | 프리즌                    | Jung Ik-ho            |
| 2018 |                          | Father's War                       | 아버지의 전쟁             | Baek Seok             |
| 2019 |                          | Idol                               | 우상                      | Goo Myeong-hoi        |
| 2019 |                          | Forbidden Dream                    | 천문: 하늘에 묻는다       | King Sejong           |

## Giải thưởng và đề cử
| Năm  | Giải thưởng                                         | Thể loại                                                                        | Phim                                        | Kết quả      |
| ---- | --------------------------------------------------- | ------------------------------------------------------------------------------- | ------------------------------------------- | ------------ |
| 1984 | MBC Gangbyeon Song Festival                         | Giải khuyến khích                                                               | —                                           | Đoạt giải    |
| 1993 | Giải thưởng phim truyền hình MBC                    | Nam diễn viên mới xuất sắc nhất                                                 | Pilot, Sons and Daughters                   | Đoạt giải    |
| 1994 | Giải thưởng phim truyền hình MBC                    | Giải thưởng xuất sắc hàng đầu, diễn viên                                        | The Moon of Seoul                           | Đoạt giải    |
| 1994 | Tạp chí truyền hình Ngôi sao của năm                | Giải thưởng xuất sắc                                                            | The Moon of Seoul                           | Đoạt giải    |
| 1995 | Giải thưởng Blue Dragon Film lần thứ 16             | Nam diễn viên xuất sắc nhất                                                     | Doctor Bong                                 | Đề cử        |
| 1995 | Giải thưởng nghệ thuật điện ảnh Chunsa lần thứ 6    | Nam diễn viên mới xuất sắc nhất                                                 | Doctor Bong                                 | Đoạt giải    |
| 1996 | Giải thưởng Cine 21                                 | Nam diễn viên mới xuất sắc nhất                                                 | Doctor Bong                                 | Đoạt giải    |
| 1996 | Giải thưởng nghệ thuật Baeksang lần thứ 32          | Nam diễn viên mới xuất sắc nhất (Phim)                                          | Doctor Bong                                 | Đoạt giải    |
| 1996 | Giải thưởng Grand Bell lần thứ 34                   | Nam diễn viên mới xuất sắc nhất                                                 | Doctor Bong                                 | Đề cử        |
| 1996 | Giải thưởng Grand Bell lần thứ 34                   | Nam diễn viên xuất sắc nhất                                                     | The Ginkgo Bed                              | Đề cử        |
| 1996 | Blue Dragon Film Awards lần thứ 17                  | Nam diễn viên xuất sắc nhất                                                     | The Ginkgo Bed                              | Đề cử        |
| 1997 | Giải thưởng Blue Dragon Film Awards lần thứ 18      | Nam diễn viên xuất sắc nhất                                                     | Anh hùng xông trận                          | Đoạt giải    |
| 1997 | Giải thưởng Blue Dragon Film Awards lần thứ 18      | Giải thưởng Ngôi sao nổi tiếng                                                  | Anh hùng xông trận, Che giấu sự thật, No. 3 | Đoạt giải    |
| 1997 | Giải thưởng Grand Bell lần thứ 35                   | Giải thưởng phổ biến                                                            | Anh hùng xông trận, Che giấu sự thật, No. 3 | Đoạt giải    |
| 1997 | Giải thưởng Grand Bell lần thứ 35                   | Nam diễn viên xuất sắc nhất                                                     | Anh hùng xông trận                          | Đoạt giải    |
| 1997 | Hiệp hội phê bình phim Hàn Quốc lần thứ 17          | Nam diễn viên xuất sắc nhất                                                     | Anh hùng xông trận                          | Đoạt giải    |
| 1997 | Giải thưởng điện ảnh vàng lần thứ 20                | Diễn viên nổi tiếng nhất                                                        | Anh hùng xông trận                          | Đoạt giải    |
| 1997 | Giải thưởng nghệ thuật Baeksang lần thứ 33          | Nam diễn viên xuất sắc nhất (Phim)                                              | Anh hùng xông trận                          | Đoạt giải    |
| 1998 | 1st Director's Cut Awards                           | Nam diễn viên xuất sắc nhất                                                     | Giáng sinh tháng Tám                        | Đoạt giải    |
| 1998 | Giải thưởng Women Viewers Film lần thứ 33           | Nam diễn viên xuất sắc nhất                                                     | Giáng sinh tháng Tám                        | Đoạt giải    |
| 1998 | Giải thưởng Blue Dragon Film lần thứ 19             | Nam diễn viên xuất sắc nhất                                                     | Giáng sinh tháng Tám                        | Đề cử        |
| 1998 | Giải thưởng Blue Dragon Film lần thứ 19             | Giải thưởng Ngôi sao nổi tiếng                                                  | Giáng sinh tháng Tám                        | Đoạt giải    |
| 1998 | Giải thưởng Cine 21                                 | Nam diễn viên xuất sắc nhất                                                     | Giáng sinh tháng Tám                        | Đoạt giải    |
| 1999 | Giải thưởng Văn hóa và Giải trí Hàn Quốc lần thứ 7  | Nam diễn viên xuất sắc nhất                                                     | Chiến dịch Shiri, Tell Me Something         | Đoạt giải    |
| 1999 | Giải thưởng Blue Dragon Film lần thứ 20             | Nam diễn viên xuất sắc nhất                                                     | Tell Me Something                           | Đề cử        |
| 1999 | Giải thưởng Blue Dragon Film lần thứ 20             | Giải thưởng Ngôi sao nổi tiếng                                                  | Chiếc dịch Shiri                            | Đoạt giải    |
| 1999 | Giải thưởng Grand Bell lần thứ 36                   | Giải thưởng phổ biến                                                            | Giáng sinh tháng Tám                        | Đoạt giải    |
| 1999 | Giải thưởng Grand Bell lần thứ 36                   | Nam diễn viên xuất sắc nhất                                                     | Giáng sinh tháng Tám                        | Đề cử        |
| 1999 | Giải thưởng Hiệp hội phê bình phim châu Á lần 1     | Nam diễn viên xuất sắc nhất                                                     | Giáng sinh tháng Tám                        | Đề cử        |
| 1999 | Giải thưởng nghệ thuật Baeksang lần thứ 35          | Nam diễn viên xuất sắc nhất (Phim)                                              | Chiến dịch Shiri                            | Đề cử        |
| 2000 | Giải thưởng Grand Bell lần thứ 36                   | Giải thưởng phổ biến                                                            | Tell Me Something                           | Đoạt giải    |
| 2004 | Giải thưởng Blue Dragon Film lần thứ 25             | Nam diễn viên xuất sắc nhất                                                     | The Scarlet Letter                          | Đề cử        |
| 2004 | Giải thưởng Hiệp hội phê bình phim châu Á lần thứ 6 | Nam diễn viên xuất sắc nhất                                                     | The Scarlet Letter                          | Đề cử        |
| 2005 | Giải thưởng nghệ thuật Baeksang lần thứ 41          | Nam diễn viên xuất sắc nhất (Phim)                                              | The President's Last Bang                   | Đề cử        |
| 2006 | Giải thưởng điện ảnh Hàn Quốc lần thứ 5             | Nam diễn viên xuất sắc nhất                                                     | Điều cấm kị                                 | Đề cử        |
| 2008 | Giải thưởng điện ảnh Buil lần thứ 17                | Nam diễn viên xuất sắc nhất                                                     | Eye for an Eye                              | Đề cử        |
| 2011 | Giải thưởng phim truyền hình SBS                    | Giải thưởng lớn (Daesang)                                                       | Mối thù sâu nặng                            | Đoạt giải    |
| 2011 | Giải thưởng phim truyền hình SBS                    | Giải thưởng xuất sắc hàng đầu, diễn viên trong một bộ phim truyền hình đặc biệt | Mối thù sâu nặng                            | Đề cử        |
| 2011 | Giải thưởng phim truyền hình SBS                    | 10 ngôi sao hàng đầu                                                            | Mối thù sâu nặng                            | Đoạt giải    |
| 2012 | Giải thưởng nghệ thuật Baeksang lần thứ 48          | Nam diễn viên xuất sắc nhất (TV)                                                | Mối thù sâu nặng                            | Đề cử        |
| 2012 | Giải thưởng phim truyền hình Hàn Quốc lần thứ 5     | Giải thưởng lớn (Daesang)                                                       | Mối thù sâu nặng                            | Đề cử        |
| 2012 | Giải thưởng Ngôi sao APAN 1                         | Giải thưởng xuất sắc hàng đầu, diễn viên                                        | Mối thù sâu nặng                            | Đề cử        |
| 2012 | Giải thưởng văn hóa đại chúng Hàn Quốc lần thứ 3    | Khuyến nghị của tổng thống                                                      | —                                           | Đoạt giải    |
| 2014 | Giải thưởng phim truyền hình SBS                    | Giải thưởng xuất sắc hàng đầu, diễn viên tại Seria                              | Cánh cửa bí mật                             | Đề cử        |
| 2016 | Giải thưởng phim truyền hình SBS                    | Giải thưởng lớn (Daesang)                                                       | Người thầy y đức                            | Đoạt giải    |
| 2016 | Giải thưởng phim truyền hình SBS                    | Giải thưởng xuất sắc hàng đầu, diễn viên trong một bộ phim thể loại & giả tưởng | Người thầy y đức                            | Đề cử        |
| 2016 | Giải thưởng phim truyền hình SBS                    | 10 ngôi sao hàng đầu                                                            | Người thầy y đức                            | Đoạt giải    |
| 2017 | Giải thưởng nghệ thuật Baeksang lần thứ 53          | Nam diễn viên xuất sắc nhất (TV)                                                | Người thầy y đức                            | Đề cử        |
| 2017 | Giải thưởng phim truyền hình Hàn Quốc lần thứ 10    | Giải thưởng lớn (Daesang)                                                       | Người thầy y đức                            | Đề cử        |
| 2017 | Giải thưởng Grand Bell lần thứ 54                   | Nam diễn viên xuất sắc nhất                                                     | Ngục tù                                     | Đề cử        |
| 2019 | Liên hoan phim quốc tế Fantasia lần thứ 23          | Nam diễn viên xuất sắc nhất                                                     | Idol                                        | Đoạt giải    |
| 2019 | Giải thưởng điện ảnh Buil lần thứ 28                | Nam diễn viên xuất sắc nhất                                                     | Idol                                        | Đề cử        |
| 2019 | Director's Cut Awards lần thứ 19                    | Nam diễn viên xuất sắc nhất                                                     | Idol                                        | Đề cử        |
| 2020 | Grand Bell Awards lần thứ 56                        | Nam diễn viên xuất sắc nhất                                                     | Forbidden Dream                             | Chưa công bố |
| 2020 | Giải thưởng nghệ thuật điện ảnh Chunsa lần thứ 25   | Nam diễn viên xuất sắc nhất                                                     | Forbidden Dream                             | Chưa công bố |